# Artus de Lionne (1583-1663)
Cet article concerne l'évêque de Gap. Pour l'évêque de Rosalia, voir Artus de Lionne (1655-1713).
Artus de Lionne (né à Grenoble le 1er septembre 1583  et mort à Paris le 18 mai 1663) est un ecclésiastique qui fut évêque de Gap de 1639 à 1661.

## Biographie
Artus ou Arthus de Lionne est issu d'une famille assez  modeste originaire de Saint-Quentin mais établie à Romans-sur-Isère au XVe siècle. Il nait à Grenoble, fils de Sébastien et de Bonne de Portes. Il fait ses humanités et étudie la philosophie au collège des Jésuites de Tournon  et le droit à Valence où il obtient son doctorat in utroque jure. Après avoir été avocat à Grenoble, il devient conseiller au Parlement entre 1605 et 1613. C'est à cette époque qu'il épouse en 1609 Isabelle Servien, la sœur d'Abel Servien le futur secrétaire d'État de la Guerre qui lui donne en 1611 un fils unique Hugues de Lionne avant de mourir à l'âge de 21 ans en 1612. 
Devenu veuf, il entre dans les ordres dès 1614 et devient chanoine de la cathédrale Notre-Dame de Grenoble, fonction où il se montre très actif en établissant notamment les Ursulines dans la cité. Ses ambitions épiscopales sont favorisées par son beau-frère Abel Servien mais aussi par son fils Hugues de Lionne qui est devenu le « principal commis » de son oncle maternel. Toutefois son établissement comme évêque de Gap ne se réalise pas sans difficulté. Il est désigné le 25 août 1634 comme coadjuteur de l'évêque Charles-Salomon du Serre, devenu infirme, mais il doit toutefois attendre plusieurs années juste avant la disparition de ce dernier en 1637 pour être confirmé le 16 janvier 1636 après de longues négociations avec le pape Urbain VIII .
Il est finalement nommé évêque de Gap en 1639 et consacré en novembre par l'évêque de Senlis. En 1648 il est pourvu en commende de l'abbaye de Solignac dans le diocèse de Limoges mais il refuse et décline la même année l'archidiocèse d'Embrun. Il résigne son abbaye en 1657 et refuse également en 1659 le riche bénéfice ecclésiastique que constitue le siège épiscopal de Bayeux, qu'il abandonne à son successeur désigné pour Gap Georges d'Aubusson de La Feuillade. Il se démet de son évêché le 19 avril 1661 et se retire à Paris chez son fils où il meurt le 18 mai 1663 .